# Kalimeenoja
Kalimeenoja är ett vattendrag i Finland.   Det ligger i landskapet Norra Österbotten, i den centrala delen av landet, 500 km norr om huvudstaden Helsingfors. Kalimeenoja ligger på ön Kraaseli.